# Liffré
Liffré é uma comuna francesa na região administrativa da Bretanha, no departamento Ille-et-Vilaine. Estende-se por uma área de 66,58 km². Em 2010 a comuna tinha 7 902 habitantes (densidade: 118,7 hab./km²).